# Principe de Planck

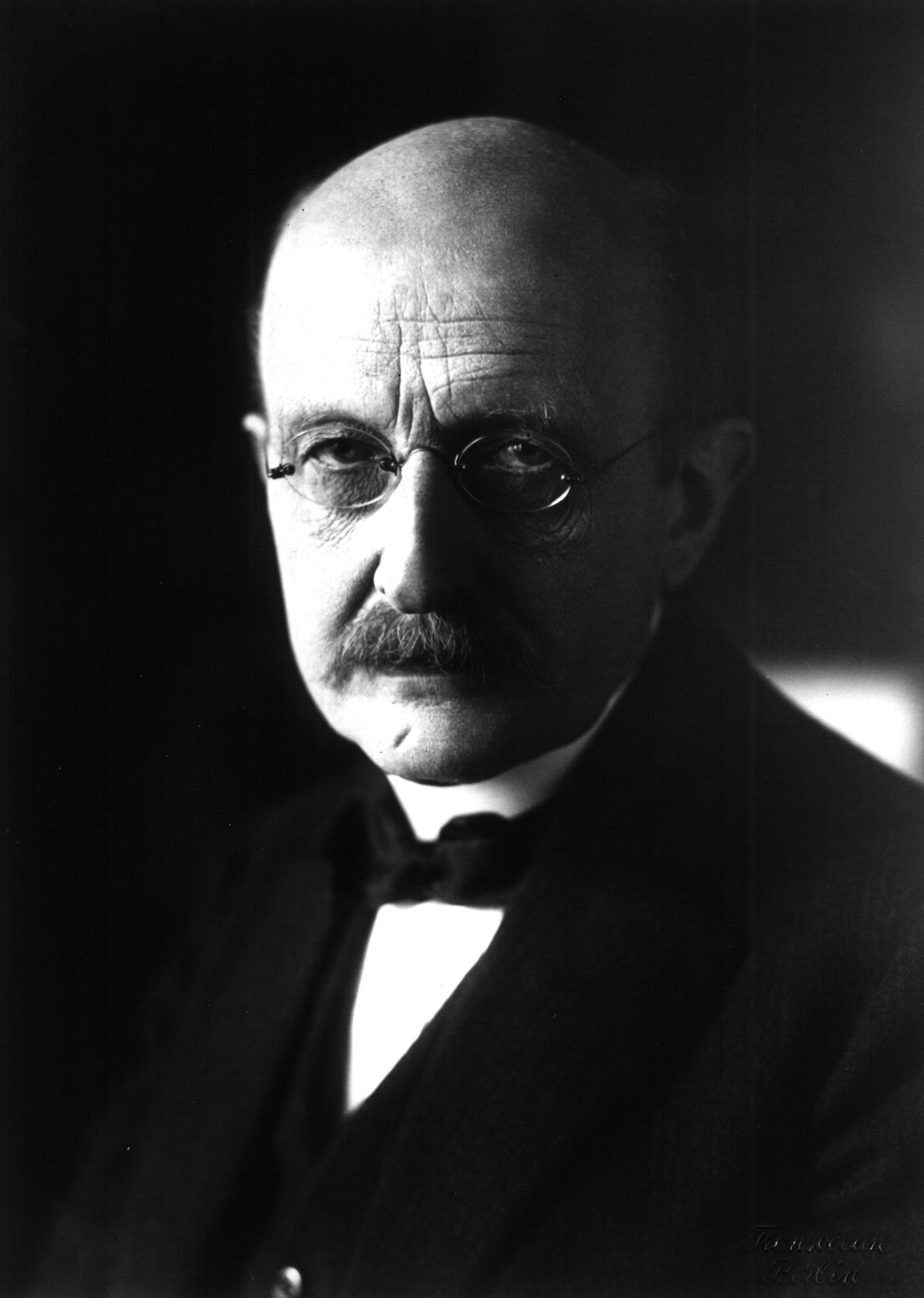
Une image de Max planck

En sociologie de la connaissance scientifique, le principe de Planck est l'idée que le changement scientifique ne se produit pas parce que les scientifiques changent individuellement d'avis, mais plutôt parce que les générations successives de scientifiques adoptent des points de vue différents. Max Planck l'a énoncé ainsi :
« A new scientific truth does not triumph by convincing its opponents and making them see the light, but rather because its opponents eventually die and a new generation grows up that is familiar with it ...

An important scientific innovation rarely makes its way by gradually winning over and converting its opponents: it rarely happens that Saul becomes Paul. What does happen is that its opponents gradually die out, and that the growing generation is familiarized with the ideas from the beginning: another instance of the fact that the future lies with the youth. »
—  Max Planck,  Scientific autobiography, 1950, p. 33, 97

« Une nouvelle vérité scientifique ne triomphe pas en convainquant ses adversaires et en leur faisant voir la lumière, mais plutôt parce que ses adversaires finissent par mourir et qu'une nouvelle génération grandit qui la connaît…

Une innovation scientifique importante fait rarement son chemin en gagnant et en convertissant progressivement ses adversaires : il arrive rarement que Saul devienne Paul. Ce qui se passe, c'est que ses opposants s'éteignent progressivement et que la génération montante se familiarise avec les idées dès le début : un autre exemple du fait que l'avenir appartient à la jeunesse. »
— Scientific autobiography, 1950, p. 33, 97
Le principe de Planck se résume plaisamment en Science progresses one funeral at a time (« La science progresse un enterrement à la fois »). Il ne vise pas les avancées progressives de la science mais les changements de paradigme (révolution copernicienne, théorie atomique, relativité, tectonique des plaques, etc.).
La citation de Planck a été utilisée par Thomas Kuhn, Paul Feyerabend, Moran Cerf et d'autres pour soutenir la thèse que les révolutions scientifiques se propagent plutôt de façon non rationnelle que par « la simple force de la vérité et des faits »,,,,.
La question de savoir si l'âge influence la disposition à accepter de nouvelles idées a été critiquée empiriquement. Dans le cas de l'acceptation de l'évolution dans les années qui ont suivi De l'origine des espèces de Darwin, l'âge était un facteur mineur. À une échelle plus spécialisée, c'était aussi un faible facteur d'acceptation de la cliométrie. Une étude sur le moment où différents géologues ont accepté la tectonique des plaques a révélé que les scientifiques plus âgés l'adoptaient en fait plus tôt que les scientifiques plus jeunes. Cependant, une étude plus récente sur les chercheurs en sciences de la vie a révélé qu'à la suite du décès de chercheurs éminents, les publications de leurs collaborateurs diminuaient rapidement tandis que l'activité des non-collaborateurs et le nombre de nouveaux chercheurs entrant dans leur domaine augmentaient.